# Den blomstertid nu kommer (film)
Den blomstertid nu kommer är en svensk thriller-katastroffilm som hade svensk biopremiär midsommaren 2018.

## Handling
Stockholm hamnar under attack av en främmande makt. Samtidigt måste Alex försona sig med sin far och sin ungdomskärlek Anna medan de alla försöker överleva.

## Rollista
- Christoffer Nordenrot – Alex
- Lisa Henni – Anna
- Jesper Barkselius – Björn
- Pia Halvorsen – Eva
- Karin Bertling – Farmor
- Magnus Sundberg – Konny
- Krister Kern – Kim
- Lo Lexfors – Elin
- Ulrika Bäckström – Klara
- Niklas Jarneheim – morbror Erik
- Arvin Kananian – manager Sharokh
- Håkan Ehn – Lasse
- Alexej Manvelov – militär Tholén
- Linda Kulle – Pettersson
- Erik Bolin – insatsledare
- Carlos Fernando - Polis på bron

## Produktion
Norrköpingbaserade filmkollektivet Crazy Pictures hade hållit på med filmskapande i åtta år, bland annat kortfilmsserien "Poesi för fiskar" på Youtube, när de 2015 vände sig till gräsrotsfinansieringssidan Kickstarter för att få finansieringshjälp till en spelfilm. Filmens budget ligger på 18 miljoner och innehåller ca 450 effekttagningar.

## Distribution
Januari 2019 var filmen såld till 94 distributörer världen över och hade visats på bio i Sverige och Japan. Våren 2019 hade filmen biopremiär i Turkiet, men också i Tyskland och Frankrike.